# Potts Camp, Mississippi
Potts Camp là một thành phố thuộc quận Marshall, tiểu bang Mississippi, Hoa Kỳ. Năm 2010, dân số của thành phố này là 523 người.

## Dân số
- Dân số năm 2000: 494 người.
- Dân số năm 2010: 523 người.